# Alfred Brueckner
Alfred Brueckner (* 7. September 1861 in Magdeburg; † 15. Januar 1936 in Berlin) war ein deutscher Klassischer Archäologe.

## Leben
Alfred Brueckner studierte Klassische Philologie, Alte Geschichte und Archäologie und wurde 1886 in Straßburg bei Adolf Michaelis mit der Dissertation Ornament und Form der attischen Grabstelen promoviert. Nach dem Studium bereiste Brueckner von 1888 bis 1890 als Reisestipendiat des Deutschen Archäologischen Instituts Griechenland und Kleinasien. Anschließend arbeitete er bis zu seinem Ruhestand 1924 als Lehrer am Prinz-Heinrich-Gymnasium in Schöneberg bei Berlin und beschäftigte sich weiterhin mit der Archäologie. Er war ordentliches Mitglied des Deutschen Archäologischen Instituts (seit 1892), Vorstandsmitglied der Archäologischen Gesellschaft zu Berlin, wirkte 1893 an der Grabungskampagne in Troja unter Wilhelm Dörpfeld mit und hielt zahlreiche Vorträge. Vom 1. Oktober 1909 bis zum 30. September 1910 nahm er Urlaub für eine Forschungsreise in Athen. Zwischen 1913 und 1930 führte er Grabungen im Kerameikos-Friedhof in Athen durch.
Brueckners Hauptarbeit für die archäologische Forschung war das Corpus der attischen Grabreliefs, an dem er seit seiner Dissertation und seiner Griechenlandreise arbeitete. Nach dem Tod des Projektleiters Alexander Conze übernahm er die Herausgeberschaft des Werkes, so dass der vierte Band 1922 erscheinen konnte.
Brueckner starb nach längerer Krankheit am 15. Januar 1936 in Berlin.